# 閻錫山故居
25°08′03″N 121°33′38″E / 25.134041°N 121.56059111493198°E
閻錫山故居，又稱種能洞，位於臺灣臺北市士林區公館里、陽明山上，是閻錫山餘生所居住的仿窯洞造型建物，為市定古蹟。

## 歷史

### 建立

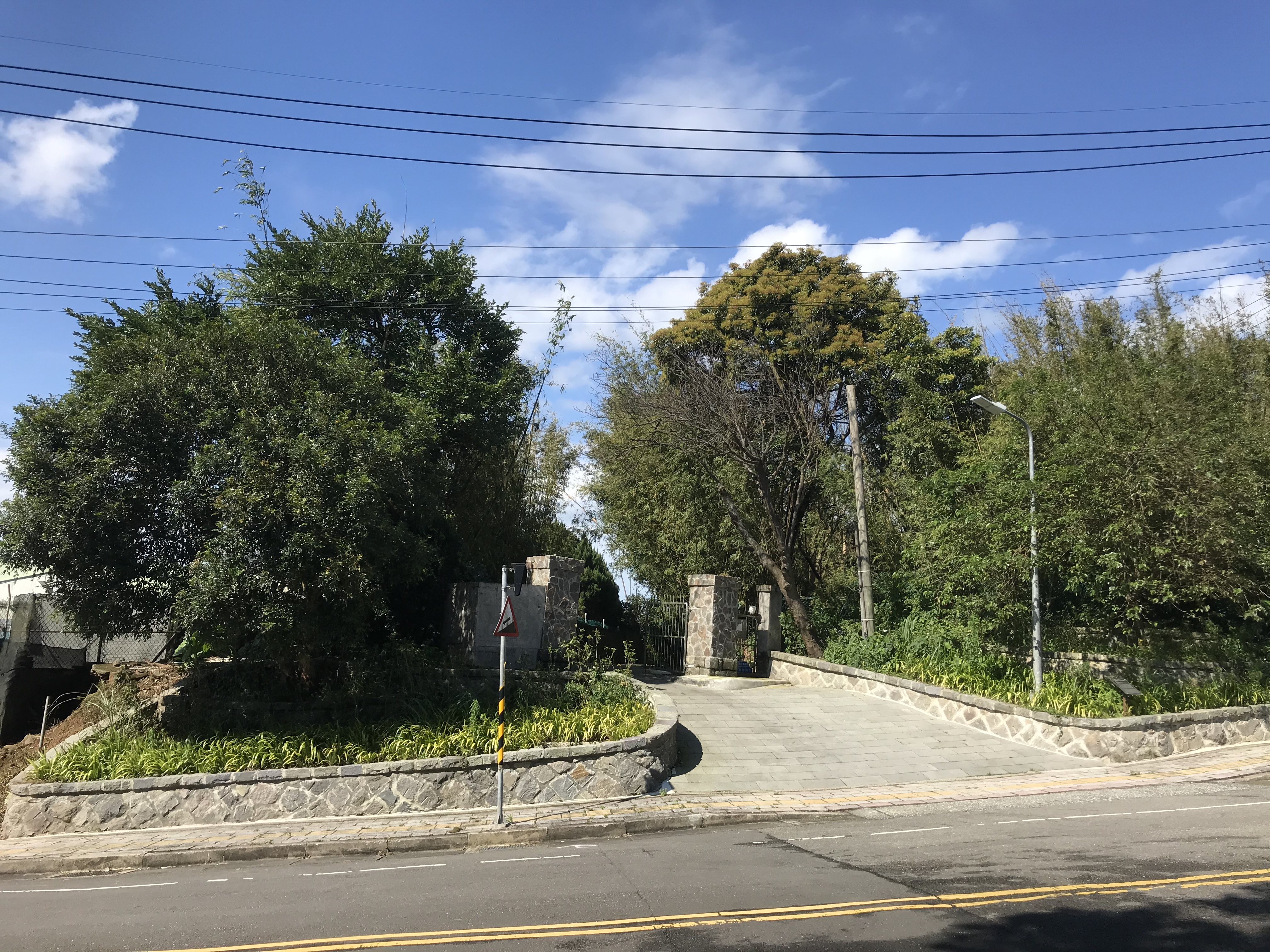
大門入口

閻錫山在臺灣辭去閣揆後，先住於台北市麗水街，與彭孟緝作鄰居，半年後搬到陽明山。總統蔣中正屬意將草山御賓館配給閻錫山當官舍，但閻錫山自己想興築一座山西窯洞式的房子。該地坐落在冷水坑下的永公路，原是日本人尚未完工的農場，地址是永公路245巷34弄273與277號。
閻錫山祖居在山西閻家大院。他嘗試在陽明山建築窯洞以懷念家鄉，臺灣土質與氣候卻不適合，最後只是屋子的門窗砌成窯洞的型狀。為呈現他以種能觀察宇宙觀，親自將此屋取名「種能洞」。房子建於1951年，以「中」字裝飾顯示閻錫山的中道思想。基於軍事防衛需要，種能洞居高臨下，能俯視台北盆地與淡水河口。從拱形大門進入，映入眼簾的是孫中山「博愛」大字，幾進大小相仿的房間擺放著成堆的閻錫山藏書與他書作、還有閻錫山與孫中山的合照、各種匾額。
閻錫山在陽明山期間曾有四十多位部屬，包含副官、秘書、侍衛、隨員、眷屬、廚師、司機等，其開銷全數由閻錫山獨自所出。侍衛所居住的紅磚樓，在厚九十公分的牆上安裝有鋼板的窗戶。中華民國政府遷臺之期，為防中國共產黨軍隊隨時進犯，早期紅磚樓曾備有五十餘枝各式槍枝。

### 生活

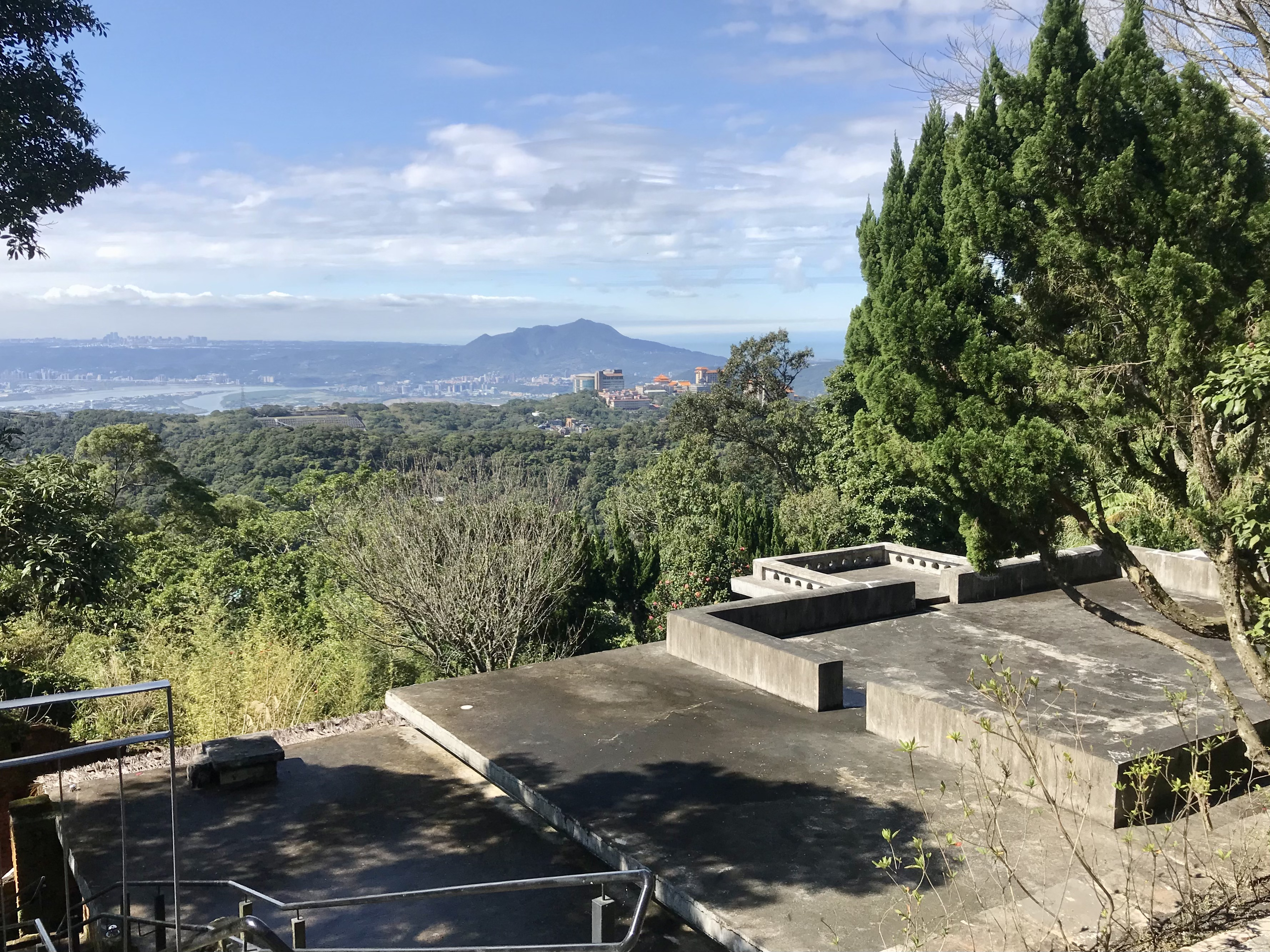
俯視山下

閻錫山慣於清晨七點起床後寫作，午後休息兩個小時後再見客或讀書。蔣中正夫婦、蔣經國、陳誠都曾來探望過。閻錫山在此先後寫出了《世界和平與世界大戰》、《共產主義的哲學和共產黨的錯誤》、《收復大陸與土地問題》等著作。當地居民稱住在這十年的閻錫山是「陽明山公館里最有成就的人」。
閻錫山在附近散步時，自己選中一塊地作墓地，後人遂在此建閻錫山墓。該墓距閻氏故居，僅數百公尺。

### 維護

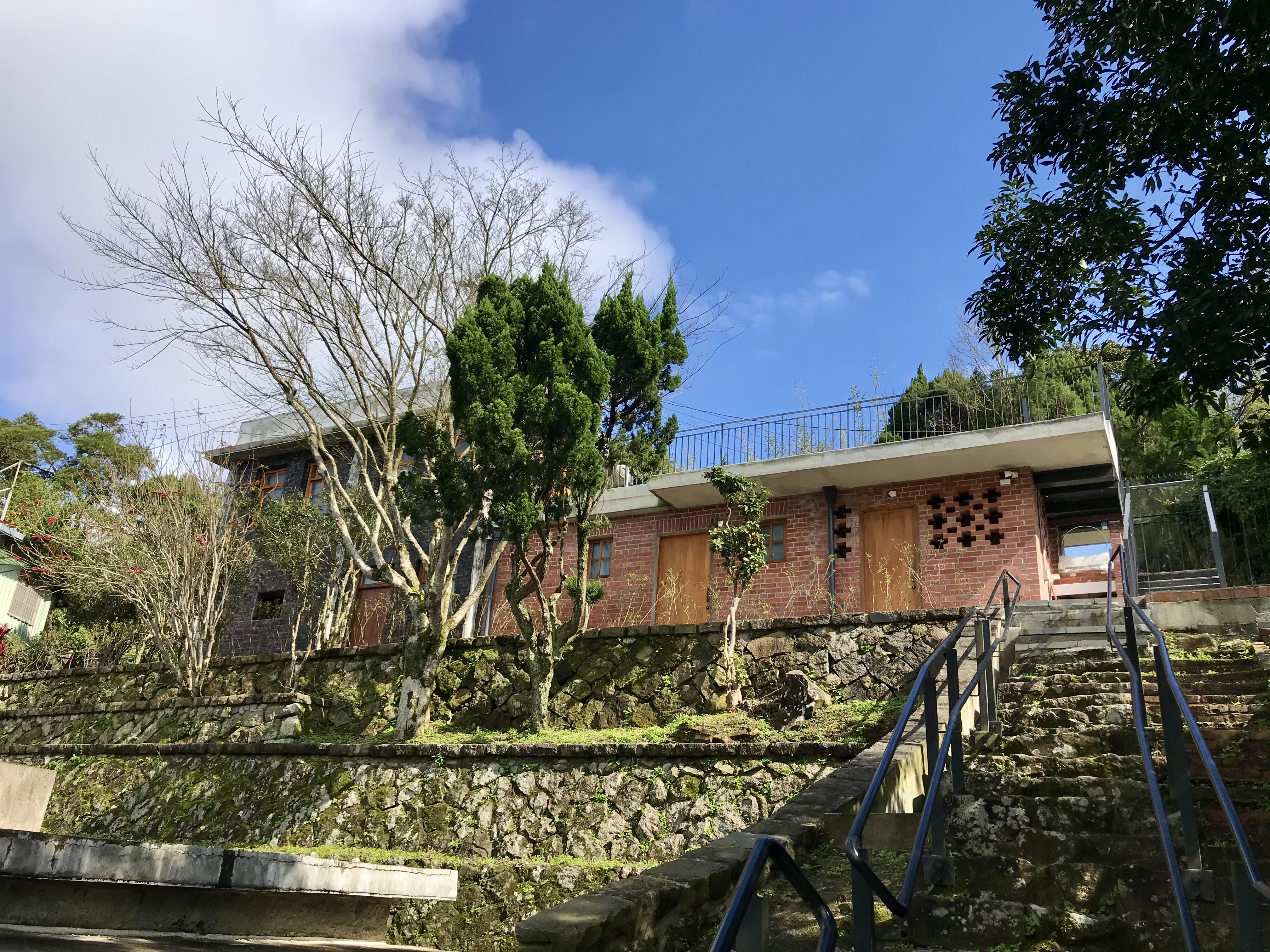
紅磚樓

閻錫山去世後，部屬井國治、張日明等在種能洞設置閻氏靈堂。其中張日明是祖籍山西朔縣，1949年12月10日參與中華民國國庫黃金運送台灣行動而到臺灣，職稱為「國防部部長辦公室儲訓幹部隊．少尉隊員」。隨著閻錫山下台失勢，張日明沒有得到退撫金。張日明仍將閻錫山的主要著作《三百年的中國》、《閻百川先生要電錄》放在靈前供桌，希望來客多了解將軍。早年公車班次少，張日明上山來維護故居與墓地，一趟需三小時，妻女兒也會陪他上山祭拜將軍。
2002年3月22日，台北市文化局局長龍應台與閻伯川先生紀念會總幹事原馥庭一起走訪閻錫山故居。2004年6月9日，台北市文化局古蹟暨歷史建築審查會，通過閻錫山故居列為古蹟。2011年5月22日，閻錫山逝世五十周年，閻伯川先生紀念會代表家屬，將閻錫山故居及墓園、及室外附屬建築與室內設備文書捐贈給台北市政府。
市府接手後，未立即維護、整修，櫥櫃破損，文物資料散落，引起議員李慶元質疑。維護故居與墓多年的張日明表示，陸客看到閻錫山故居，會感到驚訝，因與有近卅座院落、氣勢恢弘的閻家大院相較，很難想像閻錫山最後的十年是在此度過。之後市政府斥資新台幣1400萬元、歷經二年多整修，才對外展出。2018年1月17日，重新開放，近九旬、已少上山的張日明前來弔念。